# Verführung für Anfänger
Verführung für Anfänger ist eine deutsche Filmkomödie und ein Liebesfilm des Regisseurs Zoltan Spirandelli aus dem Jahr 2005. In der Hauptrolle verkörpert Heio von Stetten den engagierten Historiker und Lehrer Dr. Jakob Neuhaus.

## Handlung
Seit dem etwas tollpatschigen und ledigen Lehrer Jakob Neuhaus seine Doktorarbeit, eine Biografie über Giacomo Casanova, in Form eines dicken Buches auf den Kopf gefallen ist, erscheint ihm der venezianische Schriftsteller, der insbesondere für seine diversen Liebschaften bekannt geworden ist, des Öfteren vor seinen Augen. Casanova gibt ihm diverse Ratschläge, wie er sein Leben zu meistern hat. Jakob nimmt die Aussagen dieser Figur zunächst äußerst interessiert auf.
Da Casanova allerdings nur ihm erscheint und für alle anderen unsichtbar ist, geht Jakob mit ihm eine Vereinbarung ein: Casanova soll Jakob in die geheime Kunst der Verführung von Frauen einweisen, dafür verspricht Jakob, auf einer seiner nächsten Ausstellungen das weitverbreitete Bild zu korrigieren, dass Casanova eben nicht nur ein Frauenheld war, sondern vielmehr ein angesehener Wissenschaftler und Philosophen seiner Zeit.
Es stellt sich jedoch heraus, dass Jakob nun mit dieser neuen Situation komplett überfordert ist, denn ständig flüstert ihm sein virtueller Begleiter Worte ins Ohr, die Jakob bei Begegnungen mit Frauen manchmal wortgetreu wiedergibt, was in der jeweiligen Situation unter heutigen Umständen völlig unpassend und unverständlich beim Gegenüber ankommt.
Auch seine einzige Liebe, die Lehrerin Marie Winter, verprellt er zunächst durch einen ungeschickten Umstand, jedoch erkennt Jakob noch rechtzeitig, dass dieses überhebliche, voreingenommene und von sich selbst überzeugte Handeln, was ihm sein Begleiter ständig soufflierte, in der heutigen Zeit völlig fehl am Platz ist. Vor versammelten Journalisten, die alle ihr Mikrofon auf ihn richten, gesteht Jakob seine eigene Unfähigkeit ein, mit dem weiblichen Geschlecht eine Beziehung zu beginnen, und bittet Marie, die zufällig gerade zur Tür hereinkommt, öffentlich um Entschuldigung für sein eigenes Fehlverhalten ihr gegenüber. Als er ihr seine uneingeschränkte Liebe zu ihr gesteht, erntet er von den Journalisten einen großen Applaus, und auch Marie scheint ihm seine Sünden der Vergangenheit zu vergeben. In diesem Moment tritt Casanova erneut vor Jakobs Augen in Erscheinung. Jakob beschließt, sich den ihm unlieb gewordenen Begleiter endgültig loszuwerden. Es kommt zum Showdown, Jakob kämpft gegen Casanova mit Degen und Alltagsgegenständen wie Kronleuchter, die er ihm an den Kopf zu werfen versucht.
Als Jakob gegen den übermächtigen Casanova, der mit dem Degen umzugehen weiß, zu verlieren droht, schlägt ihm der Casanova ein dickes Buch auf den Schädel, um den Kampf zu beenden und als Sieger hervorzugehen. Dieser erneute Schlag auf Jakobs Kopf führt jedoch dazu, dass er diese Halluzinationen, die ihn die ganze Zeit in der Form des Casanovas begleitet haben, verliert. Jakob ist nun wieder völlig normal im Kopf, Marie eilt zu Jakob, und die Handlung nimmt ein Happy End, indem die beiden ein Paar werden.

## Produktion
Eike Besuden produzierte den Film für seine eigene Produktionsfirma Pinguin Studios Eike Besuden Filmproduktion GmbH (Bremen) für Sat.1. Gedreht wurde in Bremen.

## Kritik
Die Produktion erntete überwiegend negative Kritiken. TV Spielfilm bewertet mit einem zur Seite gestreckten Daumen: „Thomas Heinze verkörpert den dichtenden Frauenhelden so überzeugend wie ein nasser Lappen ein Feuerzeug. Aber auch Heio von Stetten wird für seine unerklärliche Wandlung vom Hagestolz zum Cavaliere keinen Bambi ernten. Die beiden Buben schaffen es höchstens, eine harmlose und dabei absolut vorhersehbare Idee gründlich platt zu walzen“. Das beinahe vernichtende Fazit der Programmzeitschrift lautet: „Dagegen ist sogar Kaffeereklame sexy“.
Das Lexikon des internationalen Films urteilt wenig wohlwollend: „Behäbige (Fernseh-)Fantasy-Komödie, die auf Anachronismen setzt, ohne wirklich witzig oder gar charmant zu sein“.

## Erstausstrahlung und abweichende Filmtitel im Ausland
Verführung für Anfänger wurde am 8. November 2005 erstmals auf Sat.1 ausgestrahlt. In Frankreich war die Erstsendung am 19. April 2006, dort unter dem Titel Le retour de Casanova. Der ungarische Titel lautet Csajozás Casanovával (Erstausstrahlung dort am 10. Mai 2006) und in Finnland kam der Film erstmals am 7. Mai 2011 ins Fernsehen, dort unter dem Titel Viettelyn alkeet. Der internationale Titel lautet in englischer Sprache Casanova.